# رئوس مطالب فیزیک
طرح کلی زیر به عنوان یک نگاه کلی به فیزیک و نیز یک راهنمای جزئی به قسمت‌های گوناگون آن آورده شده است.
فیزیک یکی از علوم طبیعی است که موضوع آن مطالعهٔ ماده و حرکت آن در فضازمان همراه با بررسی مفاهیم مربوطه مانند نیرو و انرژی است. به طور کلی‌تر، موضوع فیزیک تحلیل کلی طبیعت برای فهمیدن چگونگی عملکرد آن است.

## ماهیت فیزیک
فیزیک را می‌توان در هرکدام از صورت‌های زیر توصیف و بررسی نمود:
- به عنوان یک رشته دانشگاهی - رشته‌ای با دانشکده‌ها و برنامه‌های آموزشی و درجات و مجلات و مؤسسه‌ها و جوامع علمی مخصوص به خود
- به عنوان یک زمینهٔ علمی (شاخه‌ای از دانش)
- به عنوان یکی از علوم طبیعی - که سعی در یافتن قوانین حاکم بر جهان طبیعت دارد.
- به عنوان یک دانش فیزیکی - که سامانه‌های غیرزنده را بررسی می‌کند.
- به عنوان یک دانش زیست‌شناختی - که به بررسی نقش فرایندهای فیزیکی در ساختارهای زنده می‌پردازد. نمای کلی زیست‌فیزیک را ببینید.

## نگرش اجمالی
فیزیک بر یک تفکر پیش‌زمینهٔ فلسفی مبتنی بر سادگی قرار گرفته است. فیزیک نباید یک موضوع دشوار پنداشته شود (هرچند بحث عمیقی است). یک فرد می‌تواند برخی مفاهیم فیزیک کلاسیک را در شهربازی با دیدن سرسره و چرخ‌وفلک بیاموزد.
توجه: ستون نظریه در زیر به مقالاتی با جعبه‌اطلاعات در ابتدای آن که دارای اطلاعات جامع در مورد مطالب اصلی هر نطریه است پیوند دارد.
توجه:ستون نظریه در زیر به مقالاتی با جعبه‌اطلاعات در ابتدای آن که دارای اطلاعات جامع در مورد مطالب اصلی هر نظریه است پیوند دارد.
| نظریه                      | رئوس اصلی | مفاهیم |
| -------------------------- | --- | --- |
| مکانیک کلاسیک              | مکانیک نیوتونی، مکانیک لاگرانژی، مکانیک هامیلتونی، سینماتیک، استاتیک، نظریه آشوب، آکوستیک، مکانیک شاره‌ها، مکانیک محیط‌های پیوسته | زمان، طول، جرم، حرکت، بعد، فضا، نیروِ، تکانه، گشتاور، تکانه زاویه‌ای، سرعت، شتاب، انرژی، قانون جهانی گرانش نیوتن، قوانین پایستگی، نوسانگر هماهنگ، موج                                                                       |
| الکترومغناطیس              | الکتروستاتیک، مگنتوستاتیک٬معادلات ماکسول٬تابش الکترومغناطیسی، اپتیک                                                             | بار الکتریکی٬جریان الکتریکی٬شار الکتریکی٬شار مغناطیسی٬میدان الکترومغناطیسی٬خازن٬القا٬رسانایی الکتریکی، تابش الکترومغناطیسی، گشتاور دوقطبی مغناطیسی، قوانین پایستگی، تراوایی مغناطیسی، گذردهی الکتریکی                     |
| نظریه نسبیت                | نسبیت خاص٬نسبیت عام | اصل نسبیت٬چاربردار٬متریک٬خط جهانی٬فضازمان٬جرم سکون٬گرانش٬سرعت نور٬پارادوکس دوقلو٬سرعت نور٬انقباض طول٬فاصله ویژه٬زمان ویژه٬نسبیت همزمانی، تانسور ضربه-انرژی، چارچوب مرجع، تبدیلات لورنتس، فضای مینکوفسکی، منیفلد اینشتین   |
| ترمودینامیک و مکانیک آماری | نظریه جنبشی، ماشین گرمایی | دما٬گرما٬فشار٬آنتالپی٬انتروپی٬تعادل ترمودینامیکی٬ترمودینامیک غیرتعادلی٬معادله حالت٬انرژی درونی٬سیستم ترمودینامیکی٬گرانروی٬فرایند برگشت‌پذیر٬فرایند خودبخودی٬پتانسیل ترمودینامیکی                                           |
| مکانیک کوانتوم             | فرمول انتگرال مسیر، نظریه میدان‌های کوانتومی، مکانیک آماری کوانتومی، نظریه پراکندگی، مکانیک ماتریسی، مکانیک موجی                 | اصل هم‌خوانی، هامیلتونی (مکانیک کوانتومی) ٬ثابت پلانک٬فضای هیلبرت٬کوانتم٬عملگر٬درهم‌تنیدگی کوانتومی٬گربه شرودینگر٬تونل‌زنی کوانتومی٬عدد کوانتومی٬معادله دیراک ٬اصل عدم قطعیت٬اسپین٬اصل طرد پائولی٬دوگانگی موج و ذره٬تابع موج |

## شاخه‌ها
- فیزیک کلاسیک
- زیست‌فیزیک
- ژئوفیزیک
- فیزیک اتمی، مولکولی و نوری و فیزیک ماده چگال
- اخترفیزیک
- فیزیک هسته‌ای
- فیزیک نظری و فیزیک ذرات

| زمینه                      | زیرمجموعه‌ها | نظریه‌های اصلی | مفاهیم |
| -------------------------- | --- | --- | --- |
| فیزیک ذرات                 | فیزیک شتاب‌دهنده‌ها، فیزیک هسته‌ای، اخترفیزیک هسته‌ای، اخترفیزیک ذره‌ای، پدیدارشناسی فیزیک ذره‌ای | مدل استاندارد (ذرات بنیادی)، نظریه میدان‌های کوانتومی، کرومودینامیک کوانتومی، برهمکنش الکتروضعیف، نظریه میدان مؤثر، نظریه پیمانه‌ای، ابرتقارن، نظریه وحدت بزرگ، نظریه ابرریسمان، نظریه-م | نیروهای بنیادی در فیزیک (گرانش، الکترومغناطیس، نیروی هسته‌ای ضعیف، نیروی هسته‌ای قوی), ذرات بنیادی، اسپین، پادماده، ریسمان، گرانش کوانتومی، نظریه همه‌چیز، انرژی خلأ |
| فیزیک اتمی، مولکولی و نوری | فیزیک اتمی، فیزیک مولکولی، اخترفیزیک اتمی و مولکولی، شیمی‌فیزیک، نورشناسی، فوتونیک | نورشناخت کوانتومی، شیمی کوانتومی، علوم اطلاعات کوانتومی | اتم، مولکول، پراش، تابش الکترومغناطیسی، لیزر، قطبش (موج‌ها), خط طیفی، اثر کازیمیر                                                                                  |
| فیزیک ماده چگال            | فیزیک حالت جامد، فیزیک فشاربالا، فیزیک دمای پایین، فیزیک مزوسکوپی و فناوری نانو، فیزیک پلیمر، کریستالوگرافی، رشد سطح، فیزیک لایه‌های نازک، فیزیک سیستم‌های بی‌نظم و شبکه‌های عصبی، فیزیک سیستم‌های همبسته‌ی قوی، فیزیک مواد، گازهای کوانتومی و مکانیک آماری | نظریه بی‌سی‌اس، موج بلاخ، گاز فرمی، مایع فرمی، نظریه چندجسم | فاز (ماده) (گاز، مایع، جامد، چگالش بوز-اینشتین، ابررسانا، ابرشاره) , ابررسانایی، نیمه رسانایی، رسانایی الکتریکی، مغناطیس، خودسازمان‌دهی، اسپین                     |
| اخترفیزیک                  | کیهان‌شناسی، گرانش، اخترفیزیک انرژی‌های بالا، سیاره‌شناسی، پلاسما (فیزیک), فیزیک فضا، اخترشناسی | مه‌بانگ، مدل لاندا-سی‌دی‌ام، تورم کیهانی، نسبیت عام، قانون جهانی گرانش نیوتون | سیاه‌چاله، تابش زمینه کیهانی، ریسمان کیهانی، کیهان، انرژی تاریک، ماده تاریک، کهکشان، گرانش، موج گرانشی، تکینگی گرانشی، سیاره، منظومه شمسی، ستاره، ابرنواختر، گیتی  |

## برخی فیزیک‌دان‌های مشهور
- ابن هیثم – پدر نورشناسی، که پدیده‌های بازتاب و شکست نور را شناسایی کرد.
- ارشمیدس – قوانین شناوری را کشف کرد.[۴]
- گالیلئو گالیله – «گاهی به همراه نیوتن پدر فیزیک جدید (رویکرد علمی جدید در علم) شتاخته می‌شود»
- آیزاک نیوتن – اساس مکانیک کلاسیک را بنیان نهاد، کارهای مهمی در نورشناسی انجام داد و (همراه با لایب‌نیتز حساب دیفرانسیل و انتگرال را ابداع کرد. گاهی از او به عنوان بزرگترین فیزیک‌دان طول ناریخ نام برده می‌شود.
- آلبرت اینشتین – معمولاً بزرگترین دانشمند قرن بیستم برشمرده می‌شود. او نسبیت خاص و نسبیت عام را مطرح کرد و به طور قطعی وجود اتم را اثبات نمود. (حرکت براونی را ببینید)
- نیلز بور – کارهای اساسی برای فهم اتم و ساختار آن انجام داد و در گسترش مکانیک کوانتوم و جنبه‌هاب فلسفی آن نقش مهمی را ایفا نمود.
- ریچارد فاینمن – نظریهٔ الکترودینامیک کوانتومی را توسعه داد، اولین بار نمودارهای فاینمن استفاده کرد و ایده‌های بسیاری را در رابطه با فناوری‌های بنیادین مطرح ساخت.

لو لاندائو
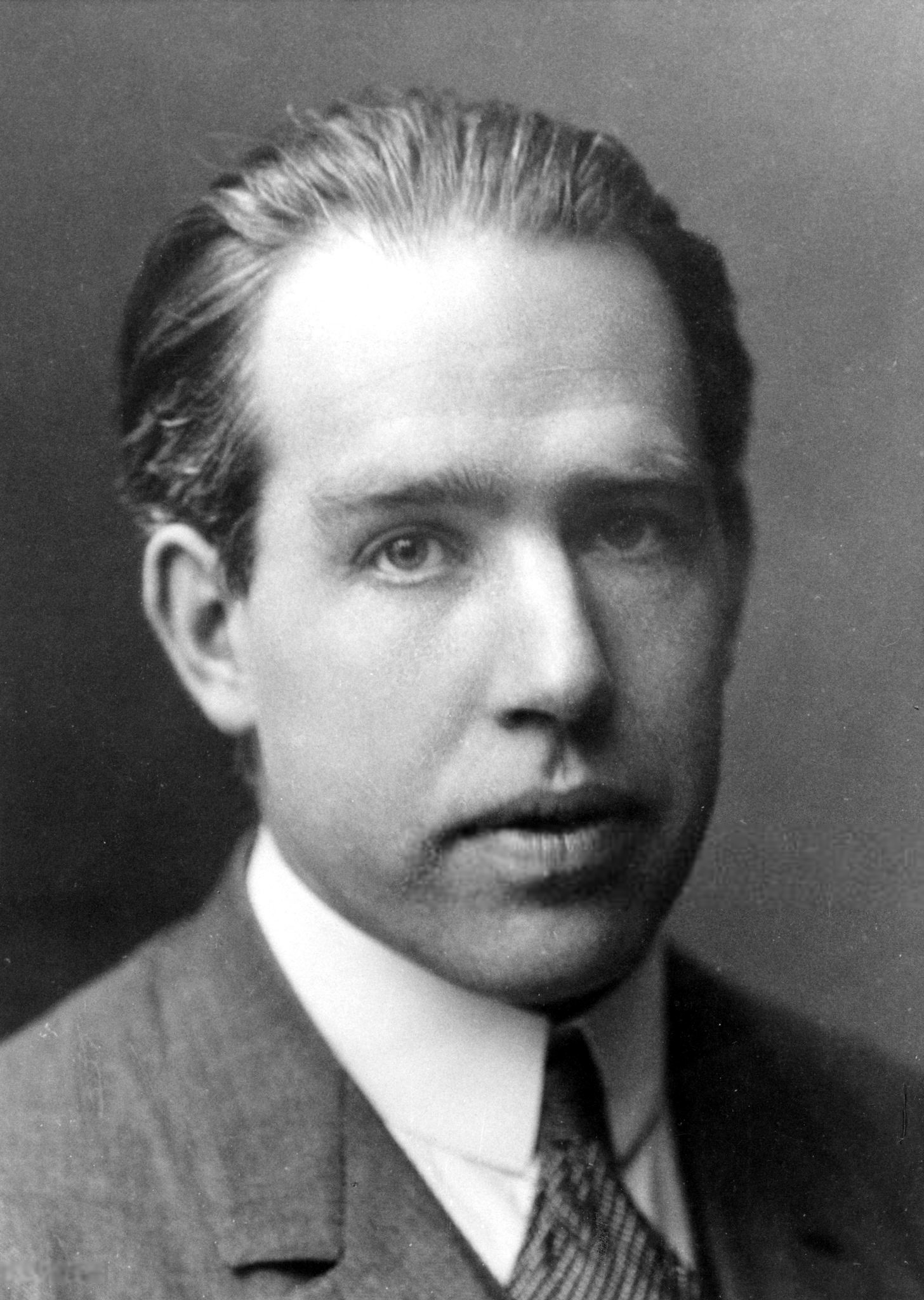
نیلز بور
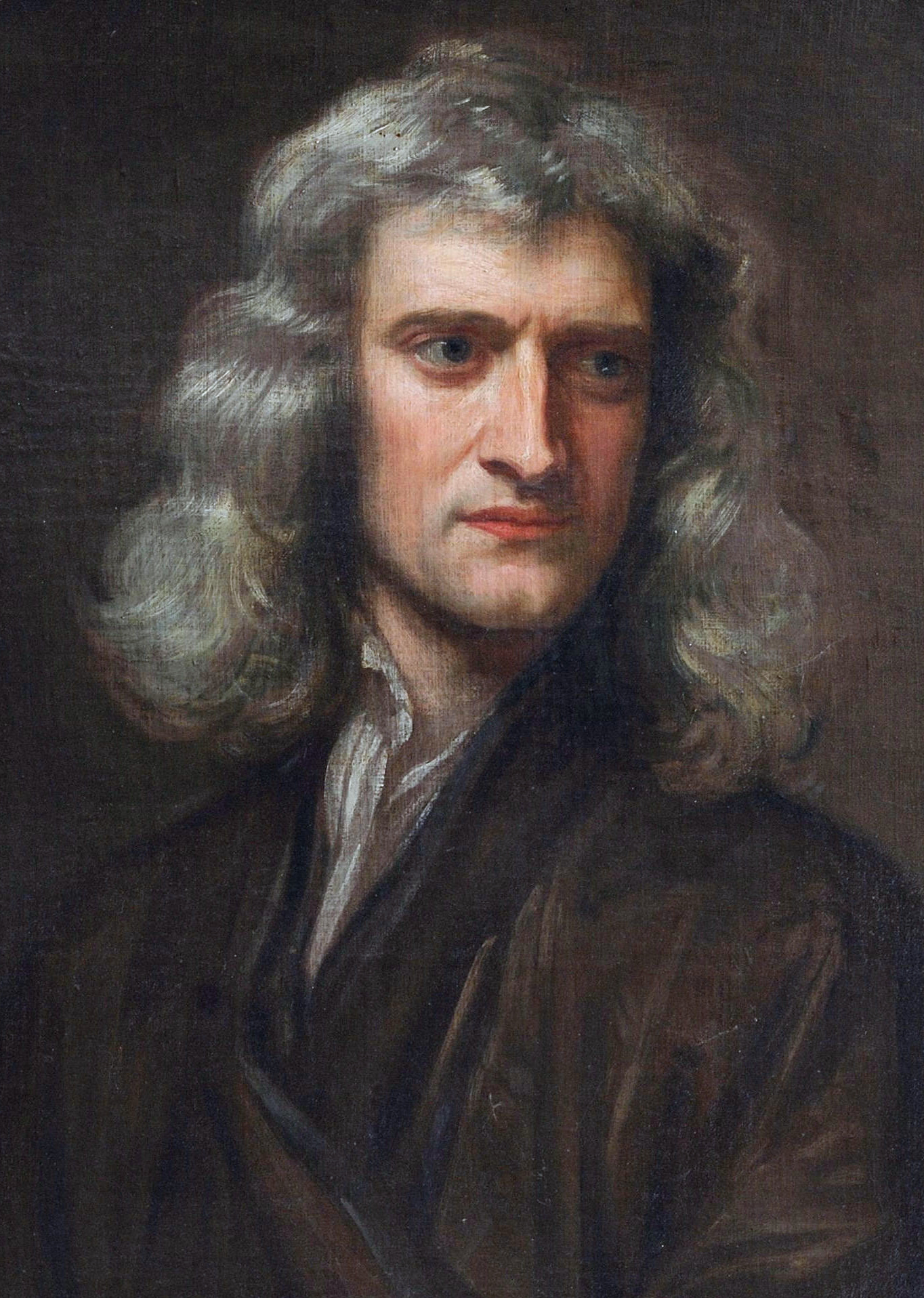
آیزاک نیوتن
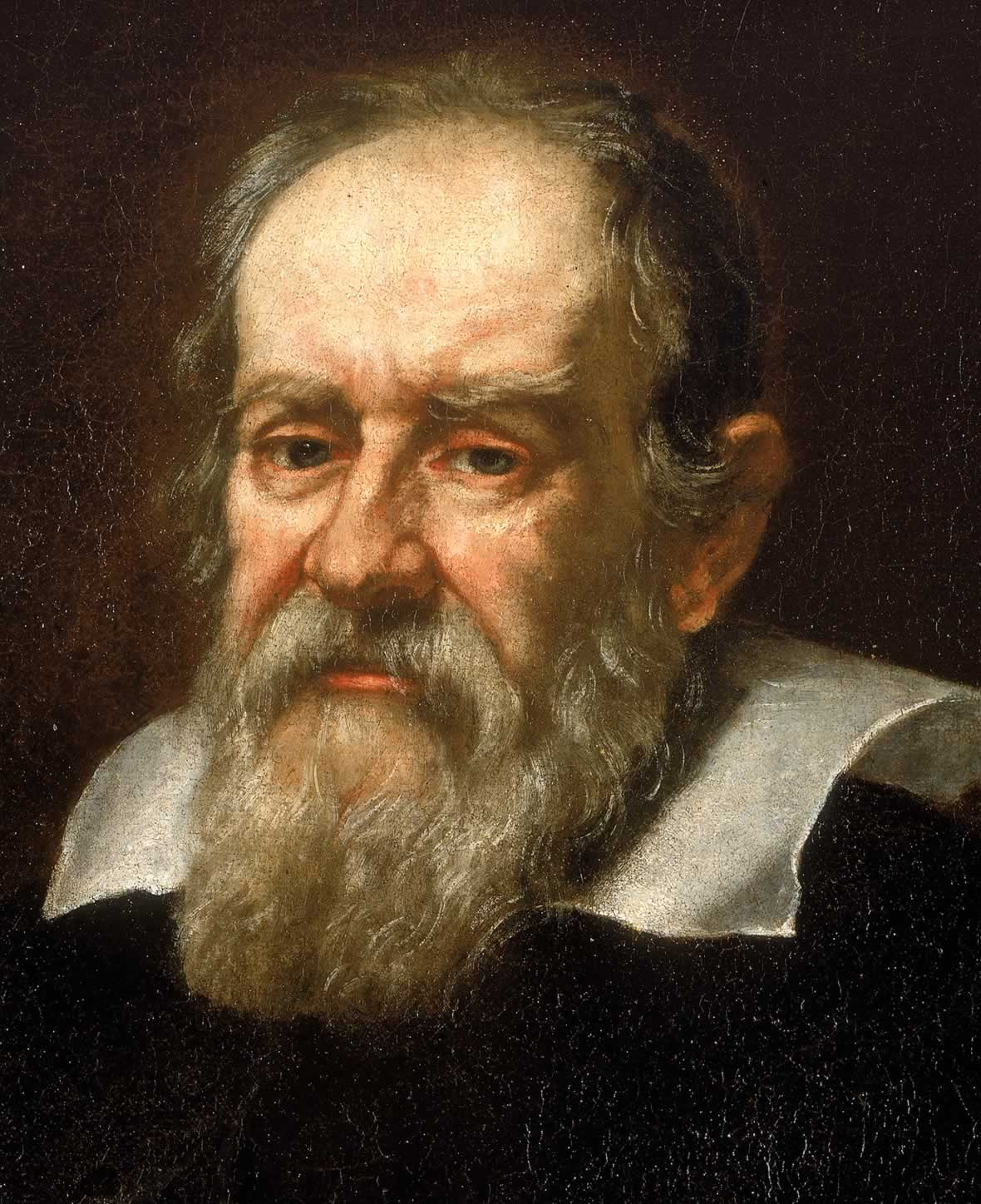
گالیلئو گالیله
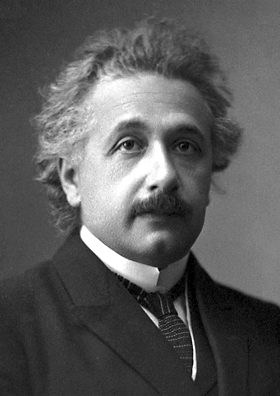
آلبرت اینشتین
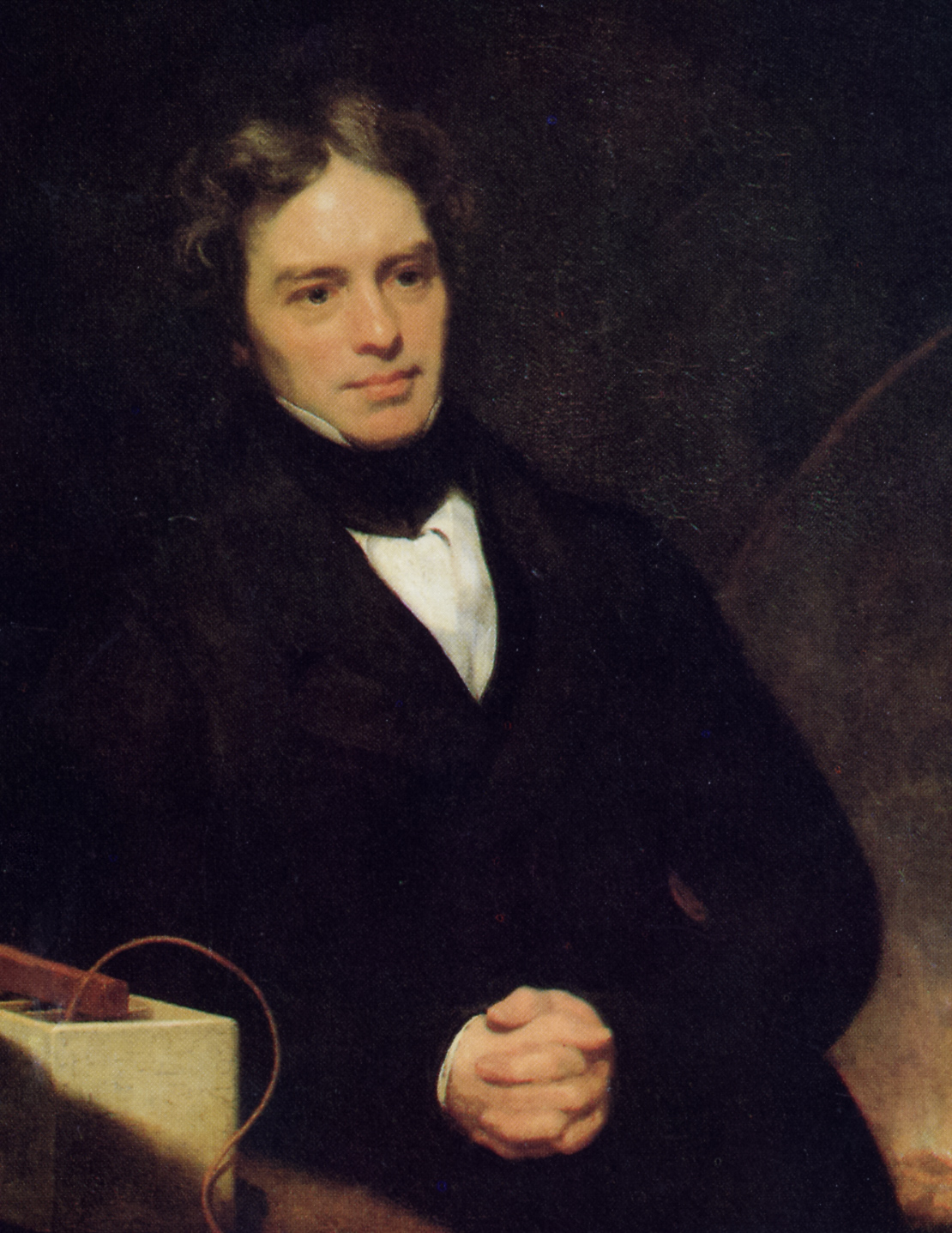
مایکل فارادی
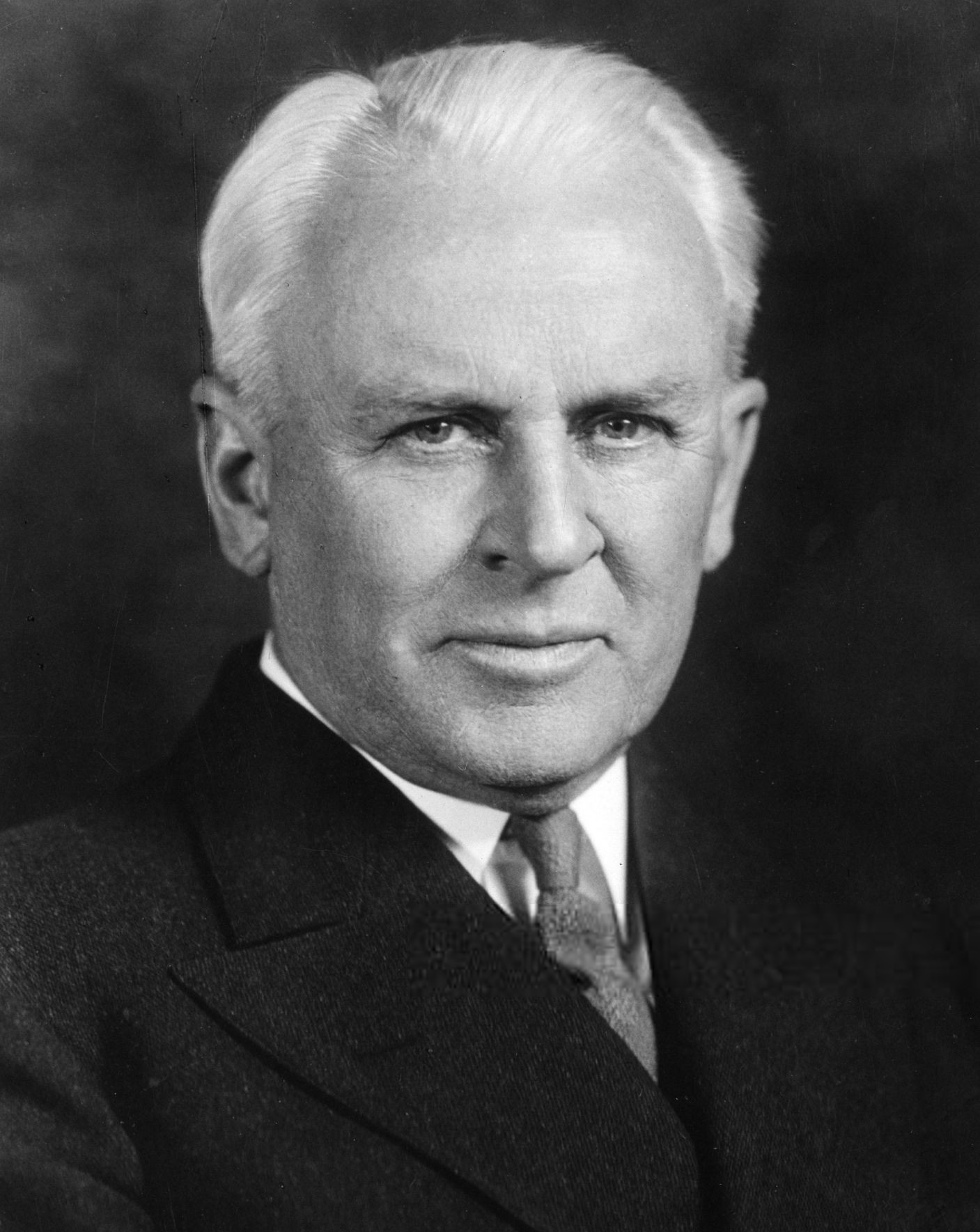
رابرت میلیکان
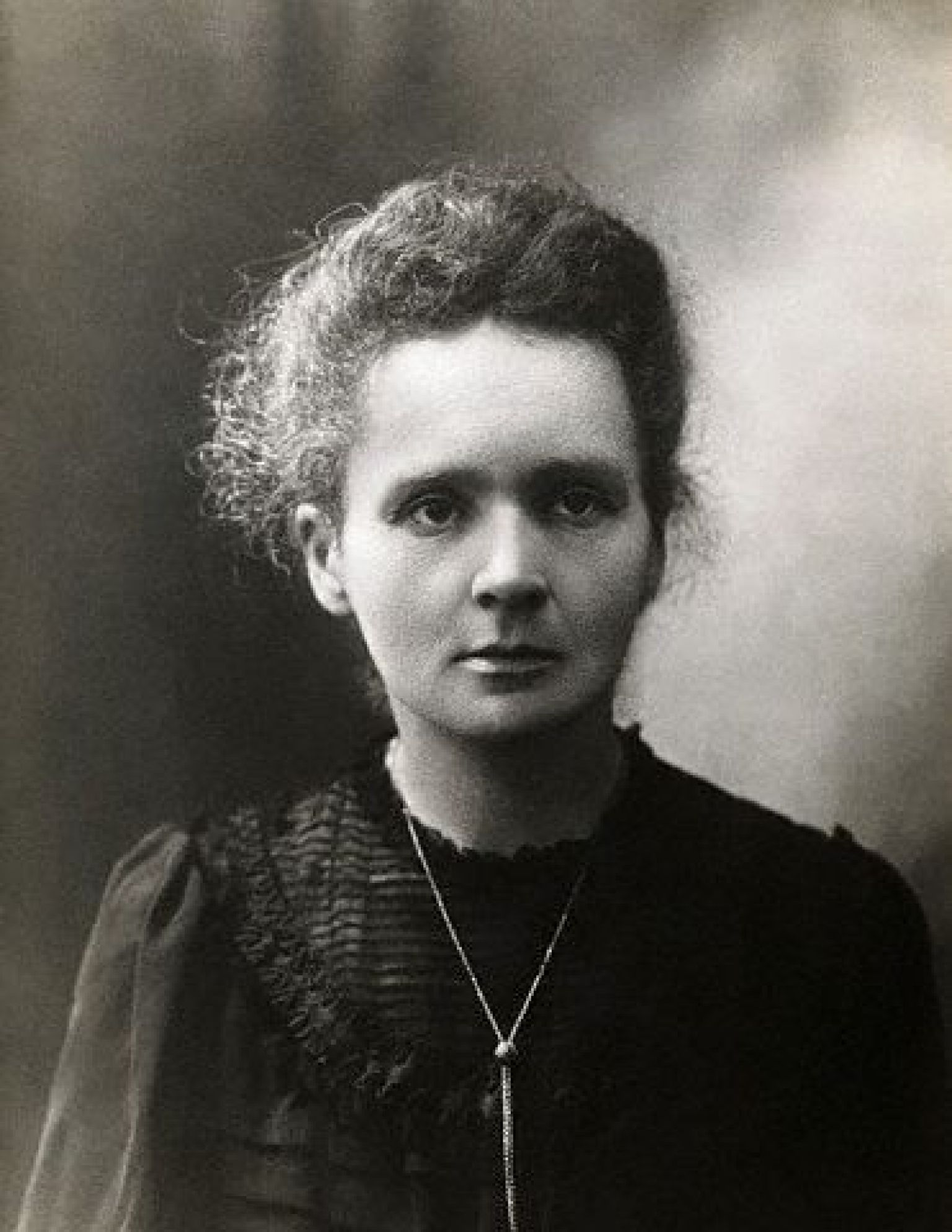
ماری کوری